# Truecaller
A Truecaller okostelefon alkalmazás, amely többek között hívóazonosítás és hívásblokkolás funkcióval rendelkezik.

## Történelme
A Truecaller 2009-ben létrehozott alkalmazás, amit a True Software Scandinavia AB fejleszt és amit Nami Zarringhalam és Alan Mamedi alapított. A True Software Scandinavia AB stockholmi vállalkozás, aminek Indiában van a legtöbb alkalmazottja.
2012 szeptemberében Truecaller felhasználóinak a száma átlépte az 5 000 000-t, illetve havonta 120 millió keresést végeztek a telefonszám-adatbázisban. A Truecaller 2013. január 22-én már 10 000 000 felhasználóval rendelkezett. 2017 januárjára a felhasználói szám 250 000 000-ra nőtt.

## Fordítás
- Ez a szócikk részben vagy egészben  a   Truecaller című angol Wikipédia-szócikk ezen változatának fordításán alapul.  Az eredeti cikk szerkesztőit annak laptörténete sorolja fel. Ez a jelzés csupán a megfogalmazás eredetét és a szerzői jogokat jelzi, nem szolgál a cikkben szereplő információk forrásmegjelöléseként.